# ملاحقة الجرائم المستهدفة للنوع الاجتماعي
تتمثل ملاحقة الجرائم المستهدِفة للنوع الاجتماعي في الإجراءات القانونية المعنية بمقاضاة جرائم كالاغتصاب والعنف المنزلي، وتعود أول إجراءات موثقة كهذه لعام 1474، عندما أُدين بيتر فون هاغنباخ بجرائم الاغتصاب التي ارتكبتها قواته، ولكن المحاكمة نجحت في تجريمه آنذاك لمجرد كون الحرب التي طرأت خلالها حالات الاغتصاب غير مُعلنة، فكان ذاك السبب الوحيد لاعتبار تلك الحالات غير قانونية.

## أنواع الجرائم المستهِدفة للنوع الاجتماعي

### العنف المنزلي
| البلد           | النسبة المئوية |
| --------------- | -------------- |
| أستراليا        | 18%            |
| كندا            | 22%            |
| تشيلي           | 30%            |
| كمبوديا         | 34%            |
| نيكاراغوا       | 37%            |
| المملكة المتحدة | 38%            |
| مصر             | 47%            |
| بنغلاديش        | 68%            |

يشمل العنف المنزلي مجالاً واسعاً من الجرائم المستهدفة للنوع الاجتماعي، كالاغتصاب وجرائم الشرف، وبما أن العديد من النساء، واللاتي يشكّلن غالبية ضحايا هذا النمط من العنف، يُنكرون تعرضهن له، لا تتوفر إحصائيات موثوقة حوله، وقد أدّى ذلك إلى صرف الظر عنه باعتباره مسألة شخصياً لا تستدعي تدخل القانون.
على الرغم من الإصلاحات المُجراة والتي ستُذكر في فقرة (الاغتصاب) التالية، لا يزال هناك جدال مستمر حول آلية إجراء محاكمات الجرائم وفعالية مقاضاتها، علماً أن قانون العنف ضد النساء الذي أُقر عام 1994 قد مهّد الطريق لتوفير الخدمات والموارد الأخرى للنساء المتعرضات للانتهاك والأشكال الأخرى من العنف، ولكن توجد رغم ذلك قيود على الجرائم المستهدفة للنوع الاجتماعي التي تصل للمحكمة العليا، ويُحوَّل الكثير منها لحكومات الولايات لتتولاها.

### الاغتصاب
قبل أن تشتمل بعض القوانين إصلاحات ووحدات خاصة لملاحقة جرائم الاغتصاب، كان من الصعب مقاضاته كجريمة، نظراً لمعضلة الموافقة، أي الحاجة لتأمين دليل كافٍ لاتهام المُغتصب، بالإضافة إلى التصورات الثقافية المنحازة عن الجنسانية والنوع الاجتماعي في بعض الأحيان.
وتعتمد الملاحقة القانونية الفعالة بشكل كبير على المنظمات، ومجموعات المرافعة، بالإضافة إلى حركات اجتماعية مثل الحركة المعادية للاغتصاب، كما قد تعود الصعوبات المختلفة بعواقب سلبية على الضحايا، فعلى سبيل المثال، وجدت دراسة مجراة في الولايات المتحدة الأمريكية في ثمانينيات القرن العشرين أن ضحايا الاغتصاب الذين اتّبعوا نظام مقاضاة للمعتدين عليهم استغرقوا بعد ذلك مدة أطول للتعافي من أولئك الذين لم يخوضوا ملاحقة قانونية.
وفي أواخر ثمانينيات القرن العشرين شهدت الولايات المتحدة الأمريكية حركة نسائية على طول البلاد تسعى لفرض إصلاحات على قوانين الاغتصاب، وتمثّل هدفها الرئيسي في ملاحقة الاغتصاب قانونياً بطريقة مشابهة للجرائم الأخرى، بصرف الانتباه عن سُمعة الضحية أو سلوكها، وتركيزه على الأفعال المُحرّمة التي ارتكبها المعتدي، وقد أدّت الحركة في النهاية لإحداث إصلاحات في قانون الاغتصاب في الولايات الخمسين جميعها.

#### الاغتصاب الزوجي
يجمع الاغتصاب الزوجي ما بين الانتهاك الجنسي والعنف المنزلي، ويتزايد تجريمه حول العالم حالياً، ولكن ليس من قِبل جميع الدول، فاعتبرت العديد من الدول في أوروبا الشرقية وإسكندنافيا الاغتصاب الزوجي مخالفاً للقانون قبل سبعينيات القرن العشرين، بينما تأخرت البلدان الأخرى في أوروبا الغربية والبلدان الغربية الناطقة بالإنجليزية في ذلك حتى ثمانينيات وتسعينيات القرن ذاته، ولا تزال قوانين الاغتصاب الزوجي في العديد من الدول حول العالم جديدة للغاية شُرّعت خلال الألفية الثانية.
في شهر ديسمبر/كانون الأول من عام 1993، نشرت المفوضية السامية لحقوق الإنسان التابعة للأمم المتحدة إعلان بشأن القضاء على العنف ضد المرأة، والذي اعتبر الاغصاب الزوجي انتهاكاً لحقوق الإنسان.
ويعود عدم الاعتراف بالاغتصاب الزوجي كجريمة حول العالم بشكل أساسي للاعتقاد بأن الزواج يمنح كلاً من الزوجين الموافقة بممارسة الجنس، وما يشابهه من مفاهيم تقليدية أخرى عن الزواج والنساء، كالنظر للمرأة على أنها إحدى ممتلكات الرجل، وبالتالي لا يكون مُذنباً إن اغتصابها باعتباره لم يتعدى على ممتلكات رجل آخر.

### جرائم الشرف
لا يوجد إلا القليل جداً من البيانات حول ممارسة جرائم الشرف، نظراً لحقيقة أن العديد منها لم يُبلَّغ عنه، أو أنها تُرتكب من قبل الجناة في مناطقٍ نائية، أو كونها تُصنف ضمن نمط آخر من الجرائم، وكثيراً ما تُقدم عائلات على هذا النمط من الجرائم بحق بناتهن عند اعتقادها بأنهن أصبحن غربيات أكثر مما ينبغي أو بعد رفضهن الخضوع لعادات تقليدية مثل الزيجات المُدبرة.
وقد دار النقاش بأن عدم استخدام مُسمّى «جريمة الشرف» عوضاً عن مصطلح «العنف المنزلي» المتقاطع معه كثيراً يمنع العامة من ملاحظة الفروقات الرئيسية بينهما، ويعيق ملاحقة السلطات لجرائم الشرف ووضع حد لها.

### ختان الإناث
رغم فرض العديد من القوانين التي تحظر ختان الإناث، لا يزال يُطبّق في مجتمعات كثيرة، وتشير إحصائيات إلى أن 90% من الإناث المتعرضات للختان لا يتجاوزن الرابعة عشرة من عمرهن، وأن 90% من عمليات الختان تلك يُجريها أطباء أو أخصائيون طبيون مُدرّبون.

## إجراءات دولية
تم تبني المحكمة الجنائية الدولية عام 1998 لتكون معنيةً بجرائم الحرب بشكل خاص ولتُحرز تقدمات في ملاحقة الجرائم المُرتكبة بحق النساء.